# Forever as One
Forever as One è un singolo del gruppo musicale olandese Vengaboys, pubblicato il 21 febbraio 2001 come quinto e ultimo estratto dall'album The Platinum Album.

## Tracce
CD Maxi
1. Forever As One (Hit Radio Mix) – 3:31
2. Forever As One (Vocals & Strings Version) – 3:31
3. Forever As One (Instrumental) – 3:32
4. Mega Mix – 6:51

Extras: Forever As One (Video)
CD Singolo
1. Forever As One (Hit Radio Mix) – 3:31
2. Forever As One (Instrumental) – 3:32

## Classifiche
| Classifica (2001) | Posizione massima |
| ----------------- | ----------------- |
| Germania          | 79                |
| Paesi Bassi       | 77                |
| Regno Unito       | 28                |